# Pavonia nigrescens
Pavonia nigrescens är en malvaväxtart som beskrevs av M. Thulin. Pavonia nigrescens ingår i släktet påfågelsmalvor, och familjen malvaväxter. Inga underarter finns listade i Catalogue of Life.